# آوریلیا
آوریلیا (انگلیسی: Aprilia) شرکت خودروسازی ایتالیایی است، که در سال ۱۹۴۵ تأسیس شد و هم‌اکنون زیرمجموعه‌ای از شرکت پیاجو می‌باشد.